# Ыджыдъизья
Ыджыдъизья (Ыджыд-Изья) — река в России, протекающая в Республике Коми. Устье реки находится в 872 км по правому берегу реки Вычегда. Длина составляет 16 км.

## Данные водного реестра
По данным государственного водного реестра России, река относится к Двинско-Печорскому бассейновому округу. Водохозяйственный участок реки — Вычегда от истока до города Сыктывкар. Речной подбассейн реки — Вычегда. Речной бассейн реки — Северная Двина.
Код объекта в государственном водном реестре — 03020200112103000014152.